# Björntjärnen (Degerfors socken, Västerbotten)
Björntjärnen är en sjö i Vindelns kommun i Västerbotten och ingår i Umeälvens huvudavrinningsområde.